# Gymnostoma deplancheanum
Espèce
Classification phylogénétique
Gymnostoma deplancheanum est un arbre endémique de Nouvelle-Calédonie.
Il est appelé localement « bois de fer » (comme toutes les autres espèces de Casuarinacées).

## Description
Il peut atteindre une quinzaine de mètres de hauteur. Son tronc est droit avec une écorce grise, noirâtre. Ses rameaux cannelés en forme de fils de 2 mm d'épaisseur ressemblent à des prêles. Le houppier, régulier, a un aspect particulier dû à ses ramifications fines, denses et à son feuillage très caractéristique aux feuilles réduites à de très petites dents, sont disposées en verticilles sur des rameaux fins de section cylindrique, de couleur vert sombre (les aiguilles de bois de fer sont souvent prises pour les aiguilles ou feuilles).
L'espèce est dioïque. Les chatons femelles sont formés de boules brunes aux aspérités piquantes. Les graines sont très petites et ailées.
Ses racines possèdent des nodules fixateurs d'azote (actinorhizes) qui, en symbiose avec des bactéries du genre Frankia, assimilent l’azote de l’air.
Il est répandu en Nouvelle-Calédonie sur l'ensemble de la Grande Terre, mais plus particulièrement au sud. Son terrain de prédilection est la terre d'alluvions venant de roches ultramafiques. Mais sa croissance est particulièrement lente.

## Utilisation
Il a été utilisé par les mélanésiens comme bois d'œuvre.
Il est utilisé en réhabilitation des terrains miniers assez récemment, en raison de sa grande adaptabilité aux terrains très pauvres (fixation de l'azote).
1. ↑  J.M. Sarrailh et N. Ayrault - Revégétalisation des sites des anciennes mines de nickel en Nouvelle-Calédonie - FAO - Revue Unasylva, n° 207

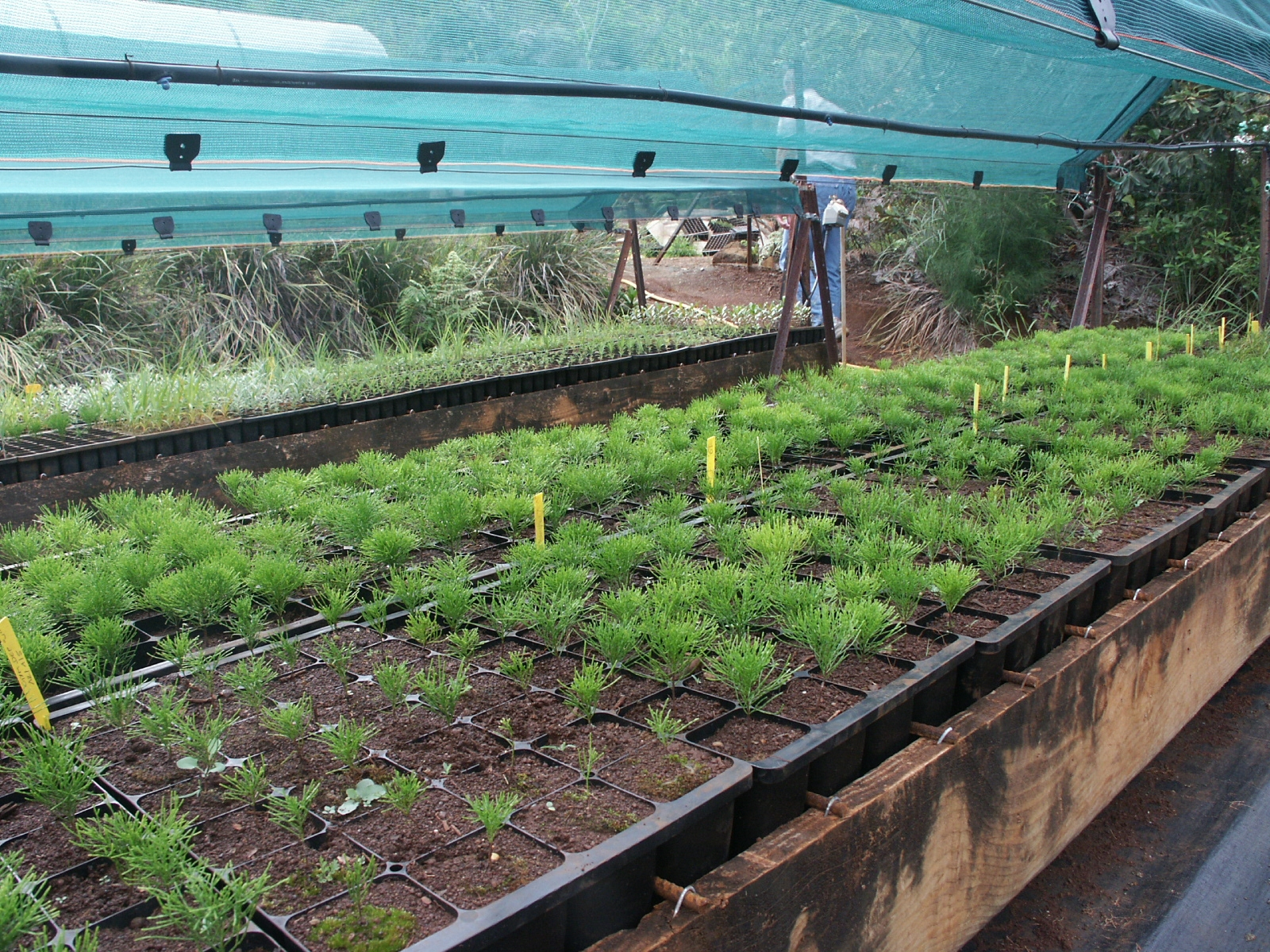
Jeunes plants de Gymnostoma deplancheanum
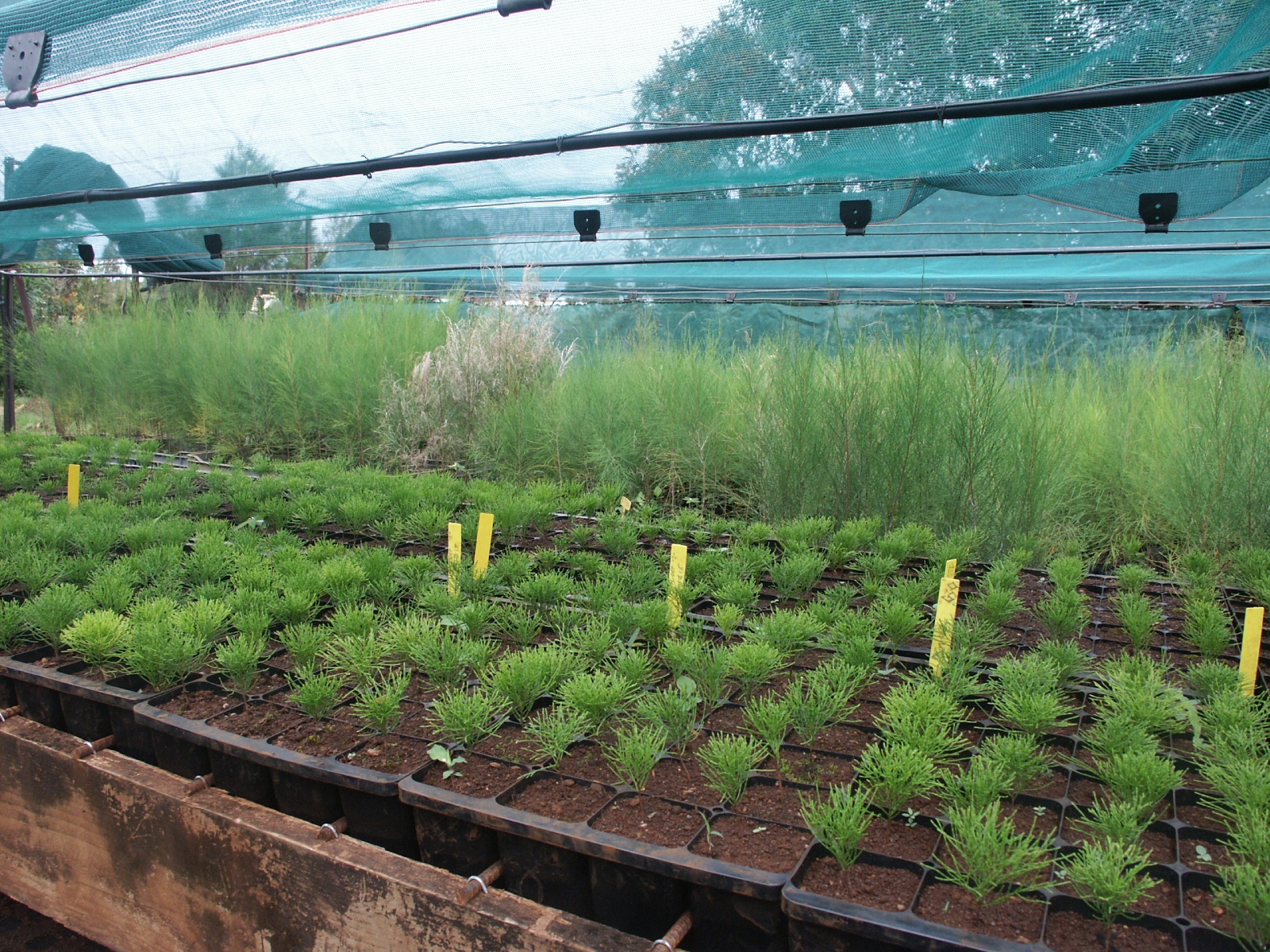
Jeunes plants de Gymnostoma deplancheanum

## Référence
Daniel Gauthier, Tanguy Jaffré, Frédéric Rigault Stéphane Mac Coy - Les Casuarinacées endémiques - Caractéristiques écologiques et nutritionnelles - 1994 - Bois et forêts des tropiques N° 242 - ORSOM (Nouvelle-Calédonie) - 13 p.